# Chemapho
Chemapho (Muddy Creek Indijanci, Chem-a-pho), jedna od manjih skupina Indijanaca porodice Kalapooian što su nekada obitavali u dolini Willamette uz Muddy Creek u Oregonu. Spominju se kao Kalapooian banda u Daytonskom ugoovoru iz 1855., nakon čega odlaze s ostalim plemenima na rezervat Grande Ronde u Oregonu.

## Vanjske poveznice
- Native Americans of Interior Western Valleys and the West Cascades of Oregon  Arhivirana inačica izvorne stranice od 25. rujna 2006. (Wayback Machine)